# David Oistrach
David Fjodorovitsj Oistrach (Russisch: Давид Фёдорович Ойстрах) (Odessa, 30 september 1908 – Amsterdam, 24 oktober 1974) was een violist uit de Sovjet-Unie.

## Leven en werk
De vader van Oistrach was een amateurmusicus en zijn moeder een solist in het operahuis. Toen hij vijf jaar was kreeg hij een 1/8 viool. Op zijn vijftiende ging hij viool en later ook altviool studeren bij Pjotr Stoljarski aan de plaatselijke muziekschool. Een andere leerling van Stoljarsky was Nathan Milstein met wie de zesjarige Oistrach zijn eerste concertoptreden deelde in 1914, toen Milstein zijn diploma behaalde aan het conservatorium. Over deze tijd zei Oistrach later: "Stoljarski liet zijn leerlingen zich ontwikkelen tot hun individuele bekwaamheid en behoefte".
Oistrach ging in 1923 naar het conservatorium van Odessa, waar hij afstudeerde in 1926. Nadat hij eerst altviool gespeeld had in het orkest van het conservatorium werd hij al snel concertmeester. De volgende stappen in zijn carrière waren zijn publieke optredens en op zestienjarige leeftijd begon David Oistrach concerten te geven. Vanaf circa 1920 begon Oistrach te toeren door de Sovjet-Unie en speelde al snel in volgeboekte concertzalen. Zijn eerste optreden in het toenmalige Leningrad in 1928 was een volgende stap in zijn carrière. Hier vertolkte hij het vioolconcert van Tsjaikovski met het Leningrader Philharmonisch Orkest en de dirigent Nikolaj Malko. In datzelfde jaar besloot Oistrach naar Moskou te verhuizen, waar hij zijn eerste recital gaf en de pianiste Tamara Rotareva ontmoette, met wie hij in 1930 trouwde. Hun zoon Igor Oistrach trad in zijn vaders voetsporen en speelde samen met zijn vader werken als het Dubbelconcert BWV 1043 van Bach en de Sinfonia Concertante KV 364 voor viool, altviool en orkest van Mozart.
In 1934 begon Oistrach te doceren aan het Conservatorium van Moskou, waar hij in 1939 hoogleraar werd.
Oistrach won verscheidene nationale en internationale wedstrijden: In 1930 won hij de eerste prijs op de Oekraïense vioolwedstrijd, in 1935 de eerste prijs in de vioolwedstrijd van de Sovjet-Unie, ook in 1935 de tweede prijs in de Wieniawski wedstrijd in Warschau en in 1937 de eerste prijs op de internationale muziekwedstrijd Eugène Ysaÿe-wedstrijd in Brussel (de latere Koningin Elisabethwedstrijd). David Oistrach was daarmee de eerste violist uit de Sovjet-Unie die doorbrak in het westen.
Tijdens de Tweede Wereldoorlog was hij actief in de Sovjet-Unie. Hij speelde premières van nieuwe concerten van Mjaskovski en Chatsjatoerjan en van sonates van zijn vriend Sergej Prokofjev. Oistrach vroeg Prokofjev om de sonate voor fluit en piano te arrangeren voor viool en piano. Deze bewerking werd bekend als de vioolsonate nr. 2, opus 94a in D. In 1942 werd hem de Stalin prijs toegekend. In de laatste jaren van de oorlog raakte hij bevriend met Dmitri Sjostakovitsj. Deze vriendschap leidde tot diens twee vioolconcerten en de sonate, die door Oistrach in première gebracht werden en die ook vandaag nog sterk met Oistrach geassocieerd worden. Vanaf dit moment was Oistrachs carrière gevestigd, hoewel de Sovjet-Unie hem niet wilde laten gaan. Hij bleef les geven aan het conservatorium van Moskou, maar toen de nazi's de Sovjet-Unie binnenvielen ging hij naar het front, waar hij optrad voor soldaten en fabrieksarbeiders onder intens moeilijke omstandigheden.
Na de Tweede Wereldoorlog kreeg Oistrach regelmatig toestemming om op tournee te gaan naar westerse landen. Toen Yehudi Menuhin in 1945 in Moskou optrad, ontmoette hij Oistrach voor het eerst en dit leidde tot een blijvende vriendschap. In 1949 gaf David Oistrakh zijn eerste concert in het Westen, in Helsinki. In 1951 trad hij op het Festival 'Maggio Musicale' in Florence op. In 1952 trad hij op in Oost-Berlijn tijdens de vieringen rond de 125ste sterfdag van Ludwig van Beethoven, in 1953 trad hij op in Parijs, in 1954 in West-Duitsland. In 1954 gaf hij eveneens, met groot succes, zijn eerste optreden in Londen. In 1955 kreeg hij toestemming voor een tournee door de Verenigde Staten. In maart 1956 trad hij met het Concertgebouworkest op in Den Haag en Amsterdam.
In 1959 begon hij een tweede carrière als dirigent en in 1960 kreeg hij de Leninprijs. In 1962 maakte hij zijn debuut als dirigent in Moskou en tegen 1967 was hij een samenwerking aangegaan met de gevierde Sovjet-pianist Svjatoslav Richter. De jaren tot 1974, vanaf het moment dat de Sovjet-autoriteiten Oistrach (en andere solisten) toestemming hadden gegeven om naar westerse landen te reizen, was zijn jaarlijkse tijdschema meer dan gevuld met concert-tournees naar westerse landen en ongeveer 100 concerten in Rusland, concerten waarbij hij optrad als violist of dirigent. Daarnaast gaf hij les aan het conservatorium te Moskou. Tot zijn studenten behoorde de Nederlandse violiste Emmy Verhey. Hiernaast maakte hij talrijke opnamen van een zeer uitgebreid repertoire.
In 1964 herstelde Oistrach van een hartaanval. In oktober 1974 was hij in Amsterdam om een Brahms-cyclus te dirigeren in het Concertgebouw met het toenmalige Amsterdams Philharmonisch Orkest. De cyclus bestond uit zeven concerten. Bij drie daarvan trad Oistrach op als violist en dirigent en bij de overige vier alleen als dirigent. Oistrach stierf in de vroege ochtend van de 24ste oktober 1974 in zijn hotel in Amsterdam aan een tweede fatale hartaanval. Oistrach ligt begraven op de Novodevitsjibegraafplaats te Moskou.

## Waardering
Oistrachs spel werd gekenmerkt door technische perfectie, die hij echter nooit als een doel op zichzelf beschouwde. Door zijn karakteristieke klank en virtuoze techniek en vooral de diepgang van zijn interpretaties geldt hij, met Nathan Milstein, Jascha Heifetz, Yehudi Menuhin en Leonid Kogan, als een van de grootste violisten van de twintigste eeuw. Als dirigent heeft hij die reputatie niet weten te bereiken.
Zijn zoon Igor Oistrach zei eens in een interview dat zijn vader David van mening was dat het belangrijk is voor een musicus om elke dag een nieuw muziekstuk te bekijken omdat anders de dag niet compleet is. Zijn repertoire bevatte meer dan dertig soloconcerten. Hij werd geroemd om zijn vertolking van werken voor twee violen van componisten waaronder Bach, eerst samen met Menuhin, later met zijn zoon Igor.
Zijn kleinzoon Valeri Oistrach, de zoon van Igor Oistrach, is ook violist.